# لامبورگینی مورسیه‌لاگو
لامبورگینی مورسیه‌لاگو (به اسپانیایی: Lamborghini Murciélago) خودرویی اسپورت است که توسط شرکت ایتالیایی لامبورگینی در سال‌های ۲۰۰۱ تا ۲۰۱۰ تولید شده است. مورسیه‌لاگو جانشین دیابلو است و در سال ۲۰۰۱ به‌عنوان کوپه معرفی شد. این خودرو برای اولین بار در آمریکای شمالی برای مدل سال ۲۰۰۲ در دسترس بود. مورسیه‌لاگو اولین طراحی جدید لامبورگینی در یازده سال گذشته بود، و همچنین اولین مدل جدید این برند تحت مالکیت شرکت مادر آلمانی آئودی بود که متعلق به فولکس‌واگن است. این خودرو توسط لوک دانکر ولک، رئیس طراحی لامبورگینی از سال ۱۹۹۸ تا ۲۰۰۵ طراحی شده است.
مورسیه‌لاگو در زبان اسپانیایی به نام گاوی است که با وجود ۲۴ زخم شمشیری که در جنگ کوردوبا خورد، زنده ماند. معنای دیگر آن خفاش است به همین دلیل این مدل لامبورگینی در فیلم شوالیه تاریکی به عنوان خودروی بتمن مورد استفاده قرار گرفت. 

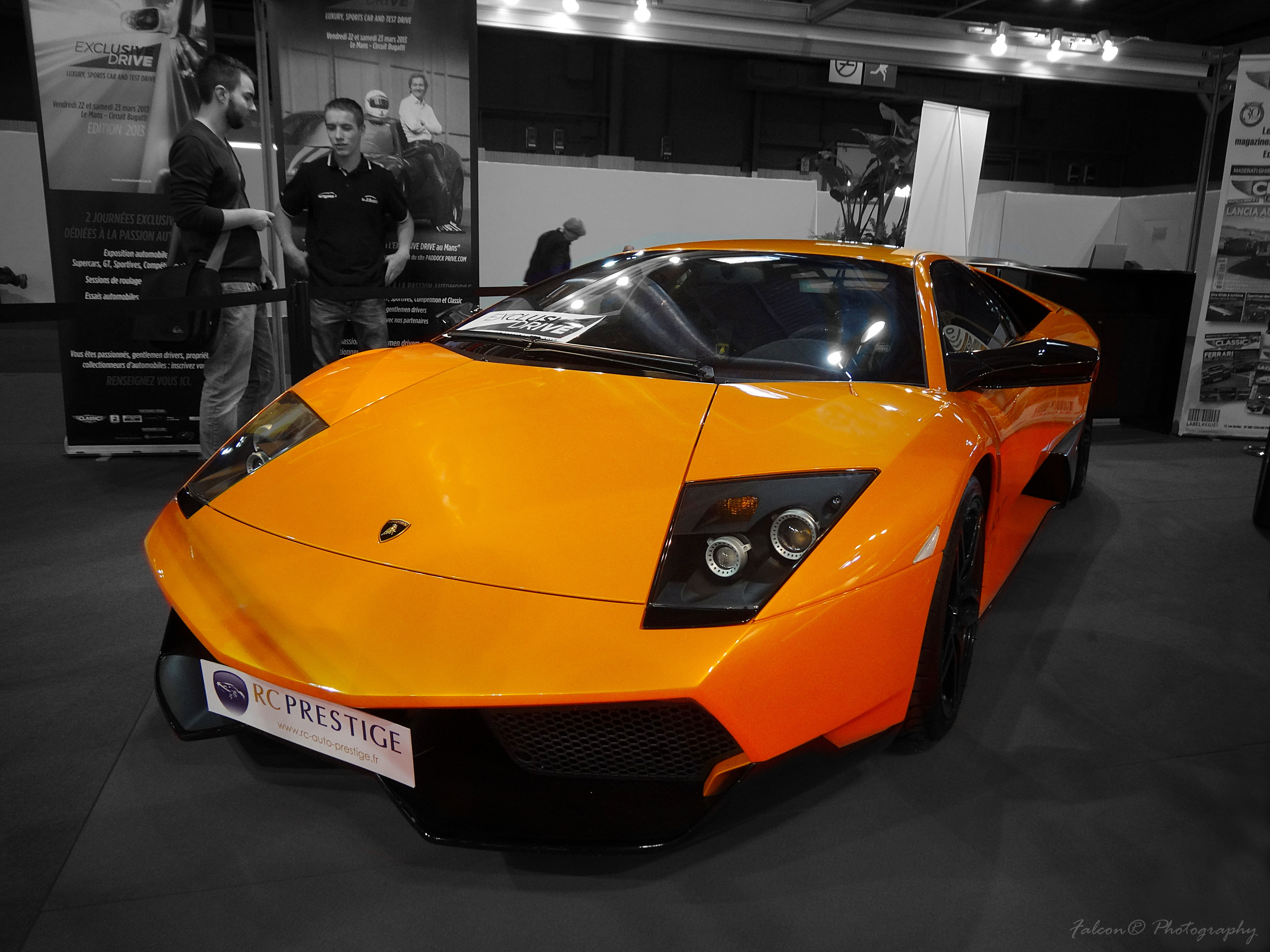
لامبورگینی مورسیه‌لاگو اس‌وی

 مدل رودستر در سال ۲۰۰۳ معرفی شد و به دنبال آن ال‌پی۶۴۰ کوپه و رودستر به‌روز شده‌تر و نسخه تولید محدود ال‌پی ۶۵۰–۴ رودستر معرفی شد. مدل نهایی مورسیه‌لاگو ال‌پی ۶۷۰–۴ سوپر ولوچه بود که موتور قدرتمندتری داشت. تولید مورسیه‌لاگو در ۵ نوامبر ۲۰۱۰ به پایان رسید و در مجموع ۴۰۹۹ دستگاه از آن ساخته شد. جانشین آن، اونتادور، در نمایشگاه خودروی ژنو ۲۰۱۱ رونمایی شد.
مدل اس‌وی مورسیه‌لاگو صد کیلوگرم سبک‌تر و ۳۰ اسب بخار بیشتر دارد و به نحوی است که می‌تواند با سرعت ۳۴۱ کیلومتر بر ساعت حرکت کند بدون اینکه چرخ‌های عقب آن لغزش داشته باشد. کنترل در سر پیچ‌ها نسبت به خودروهای مشابه بسیار آسان‌تر است. این موارد زمانی حاصل شد که توانستند بیشتر قسمت‌ها از پانل گرفته تا قسمت‌های داخلی و سیستم اگزوز با استفاده از الیاف سبک فیبر کربنی حدود ۱۰۰ کیلوگرم سبک‌تر شود.